# Benchmarking
Le benchmarking, anglicisme qui signifie « parangonnage » (Fr.) ou « étalonnage » (Qu.), est une technique marketing, de management ou de gestion de la qualité qui consiste à étudier et analyser les techniques de gestion, les modes d'organisation ou les fonctions des autres organismes, entreprises ou administrations, afin de s'en inspirer et d'en tirer le meilleur sans, pour autant, que l'organisation étudiée appartienne au même secteur d'activité.
C'est un processus continu de recherche, d'analyse comparative, d'adaptation et d'implantation des meilleures pratiques pour améliorer la performance des processus dans une organisation.
Un parangon ou benchmark est un indicateur-modèle chiffré de performance dans un domaine donné (qualité, productivité, rapidité et délais, etc.) tiré de l'observation des résultats de l'entreprise qui a réussi le mieux dans ce domaine. Cet indicateur peut servir à définir les objectifs de l'entreprise qui cherche à rivaliser avec elle.

## Technique stratégique des entreprises
Le benchmarking est une méthode qui a été développée au début des années 1980 par la société Xerox pour une prise de décision concernant un investissement lourd destiné à moderniser la gestion des stocks. Xerox s’est intéressé alors aux « meilleures pratiques de la concurrence » mais également aux pratiques dans d’autres secteurs d'activité sur le sujet étudié. La comparaison s’est finalement faite avec une firme de vente d’articles de sport par correspondance qui excellait pour la gestion des commandes. Depuis, cette méthode a été utilisée par de nombreuses entreprises.
Le benchmarking consiste donc pour une entreprise à mettre en place de nouvelles méthodes qui s'inspirent de celles des entreprises les plus performantes au niveau mondial. Il s’agit de se comparer aux « leaders » qui se positionnent sur le marché, de s'inspirer de leurs idées, de leurs pratiques, de leurs fonctionnements et de leurs expériences afin d'améliorer ceux en interne.
Pour un organisme administratif, le parangonnage consiste souvent  à observer les projets d'organismes de même taille ou de même profil pour étudier ce qui a déjà été pratiqué, voire évalué, dans le domaine de compétences ou d'activités.
Différents types de benchmarking existent , :
|         | Benchmarking               | Ce qui est comparé                                        |
| ------- | -------------------------- | --------------------------------------------------------- |
| Interne | Historique                 | Évolution des résultats de l'entreprise au cours du temps |
| Interne | Géographique               | Filiales, services et départements de l'entreprise        |
| Externe | Fonctionnel                | Services ou départements d'entreprises non concurrentes   |
| Externe | Concurrentiel (compétitif) | Entreprises concurrentes                                  |
| Externe | Générique (comparatif)     | Les meilleures entreprises d'un domaine d'interêt         |

Le benchmarking de type fonctionnel ou horizontal ne prend pas en compte les disparités des secteurs d’activité.

## Méthodologie
Voici la méthodologie préconisée par Robert Camp :
A) Planification
1. Identifier les sujets du géomarketing
2. Sélectionner les partenaires du géomarketing
3. Déterminer les moyens de collecte d'information

B) Analyse
1. Déterminer les écarts
2. Projeter les niveaux de performances futures

C) Intégration
1. Communiquer les résultats de l'analyse au personnel
2. Établir les objectifs fonctionnels

D) Action
1. Élaborer des plans d’action
2. Démarrer des actions spécifiques et assurer le suivi de la progression
3. Redéfinir les benchmarks

E) Maturité
1. Position de leadership
2. Méthodes totalement intégrées

## Le géomarketing technique
La méthode de comparaison de l'existant en vue d'atteindre la meilleure performance, appliquée dans un premier temps à la stratégie d'entreprise (voir ci-dessus), s'est étendue ces dernières années à la comparaison des conceptions de produits techniques. Il est alors habituellement fait référence au Benchmarking Technique. Cette méthode a notamment été très fortement développée dans l'industrie automobile (Benchmarking Automobile) où il est vital de concevoir au moindre coût des produits répondant aux justes besoins des utilisateurs en appliquant toutes les technologies disponibles sur le marché.
Les analyses consistent en une étude détaillée des conceptions des véhicules existants sur le marché afin que le concepteur de nouveaux systèmes automobiles puisse bénéficier d'un référentiel lui permettant d'atteindre l'excellence. Ces analyses, d'abord menées uniquement chez les constructeurs automobiles et leurs fournisseurs, sont aujourd'hui fortement externalisées. Une telle démarche permet en effet de mutualiser les coûts et de développer des outils spécifiques efficients.

## Acception générale
Le terme benchmark est utilisé pour désigner toute analyse comparative. En effet, lors d'un appel d'offres, il est fréquent qu'on parle de benchmark pour évoquer un banc d'essai comparatif visant à évaluer la performance des différents produits ou des différentes offres. C'est notamment le cas en informatique où un jeu de test peut être utilisé pour comparer la qualité ou la vitesse d'exécution de différents produits matériels ou autres.

## Avantages et limites
Le benchmarking permet de comparer rapidement et facilement les coûts et performances. Cependant, toutes les données doivent être accessibles, et cela ne dispense pas de prendre en compte le facteur humain,.
Surtout, cette technique peut s'apparenter à du vol de propriété intellectuelle.

## Benchmarking salarial
Le benchmarking salarial, ou benchmark salarial, consiste à évaluer les employés non pas sur la qualité ou quantité de leur travail, mais en comparaison avec le travail fourni par d'autres employés, de la même structure ou d'autres structures associées ou concurrentes. Cette stratégie de management a été condamnée par la justice en France à plusieurs reprises du fait de l'impact psychologique néfaste sur les employés, en vertu de l'obligation de l'employeur à assurer la santé physique et mentale de ses employés,.